# Matiwane

Fuyant les Zoulous, les Ngwane dirigés par Matiwane, accompagnés de quelques Hlubi, traversent le Drakensberg, razzient le territoire des Tlokwa et des Sotho, avant d'entrer sur le territoire des Xhosa.

Matiwane (mort vers 1830), fils de Masumpa, est le chef des amaNgwane, une population parlant une langue nguni, nommée ainsi d'après l'ancêtre de Matiwane, le chef de clan Ngwane. Les amaNgwane vivaient près de l'Umfolozi blanche, dans ce qui est de nos jours le nord de la province sud-africaine du KwaZulu-Natal. Durant le Mfecane, ce peuple est dispersé par Zwide ou Chaka, devenant un peuple de maraudeurs errants. En tant que nomade, Matiwane était à la merci des Sotho et des Swazi ; il fut finalement mis à mort par Dingane, le successeur de Chaka, peu de temps après qu'il lui eut demandé sa protection.

## Migrations
Au début du xixe siècle, anticipant une attaque sur ses terres d'origine, Matiwane déplace son bétail vers l'ouest. Peu de temps après, en 1817 ou 1818, Zwide ou Chaka, qui était à l'époque général de Dingiswayo, attaque et pille les amaNgwane et les repousse au-delà de la rivière Buffalo. C'est le début du Mfecane, durant lequel les populations de la région sont déplacées en masse par une série de guerres.
Les amaNgwane, sous la direction de Matiwane, dans leur mouvement vers l'ouest, attaquent les Hlubi, un royaume construit par Bhungane, dans leur volonté de récupérer leur bétail. Les troupes de Matiwane piègent et tuent le chef Mthimkulu vers 1818, causant la dispersion du peuple Hlubi. Ces derniers appellent cette catastrophe izwekufa (« le pays de la mort »), et l'attribuent à un acte de sorcellerie. Quelques Hlubi abandonnent leur terre natale et fuient vers le nord et l'ouest, certains se rallient à Chaka tandis que d'autres se joignent aux amaNgwane. Durant les trois ou quatre années qui suivent, Matiwane devient le maître de la région de la haute vallée de la Tugela, près de la ville actuelle de Bergville, en incorporant plusieurs groupes tels les Bhele (proches des Hlubi) et les Zizi.
En 1821 ou 1822, Matiwane, s'attendant à être attaqué par Chaka, fuit, traversant le Drakensberg et chasse les Tlokwa, dirigés par Mantatese, de leurs terres situées dans la région d'Harrismith et Vrede. Il attaque ensuite, au sud, Moshoeshoe Ier, lequel avait demandé la protection de Chaka et lui avait versé un tribut. Lorsque Matiwane s'établit sur la colline de Mabolela, près de la ville actuelle de Clocolan (en), Moshoeshoe se plaint auprès de Chaka, lui réclamant le remboursement du tribut. Chaka envoie Mzilikazi pour combattre Matiwane, lequel se retire avant l'arrivée des impis (les troupes zouloues). Il fuit vers le sud, sur les terres des Mthatha, qu'il pille. En 1828, il est à nouveau un fugitif, lorsque ses troupes sont défaites par celles de la colonie du Cap, commandées par le major Francis Dundas et le colonel Henry Somerset.

## Mort
À la suite, Dingane, successeur de Chaka à la tête du royaume zoulou, autorise Matiwane à établir sa résidence sur la crête de Hlomo amabutho, à moins d'un kilomètre de son propre kraal royal, uMgungundlovu, mais il le fait exécuter peu de temps après. Dingane l'appelle, à titre posthume, « chef des diables », et, à partir de ce moment, il fait exécuter ses ennemis capturés en ce lieu, nommé kwaMatiwane, la « place de Matiwane ».